# 紀元前96年
紀元前96年（きげんぜん96ねん）は、ローマ暦の年である。

## 他の紀年法
- 干支 : 乙酉
- 日本
  - 崇神天皇2年
  - 皇紀565年
- 中国
  - 前漢 : 太始元年
- 朝鮮
  - 檀紀2238年
- 仏滅紀元 : 449年
- ユダヤ暦 : 3665年 - 3666年

## できごと

### ローマ
- 執政官 - ガイウス・カッシウス・ロンギヌスとグナエウス・ドミティウス・アヘノバルブス
- 支配者のプトレマイオス・アピオンによって、キレナイカがローマ共和国に割譲された。

### ギリシア
- セレウコス6世が、父であるアンティオコス8世の死後、アンティオコス9世を破ってセレウコス朝の君主になった。

### アジア
- 前漢の太始時代が始まった。

## 誕生
- クレオパトラ

## 死去
- プトレマイオス・アピオン：キレナイカの王
- アンティオコス8世：セレウコス朝の君主
- アンティオコス9世：セレウコス朝の君主